# 더그 보이 (비디오 게임)
더그 보이(Dough Boy, 일본어: ダウ・ボーイ)는 1984년 북아메리카에서 출시된 Ken Coates의 코모도어 64 비디오 게임이다. 1985년 일본에서 패미컴용으로 직접 이식된 버전이 출시되었고 이때 철자가 더그 보이(Dough Boy)로 변경되었다.
더그 보이는 제1차 세계 대전 당시 미군 병사들을 가리키는 별칭인데, 이는 전투에 돌진하면서 흰 먼지가 그 병사들을 에워쌌기 때문이다.
게임의 일반적인 아이디어는 플레이어가 포로 수용소에서 포로를 구출해야 한다는 점에서 비롯되었다.